# Col·lecció Orleans
La col·lecció Orleans  fou una col·lecció de pintures reunida inicialment per Felip d'Orleans, regent de França. Constava d'uns 500 quadres de mestres italians i, en menor mesura, d'artistes flamencs i holandesos, i va arribar a ser coneguda a tota l'Europa del segle XVIII com la major i més impressionant col·lecció d'art mai creada per una família que no fos una monarquia governant.
La col·lecció d'art es formà a partir de diverses fonts. L'origen principal foren les pintures de la col·lecció d'art de Cristina de Suècia. Altres obres provingueren de Felip II d'Espanya i el cardenal Richelieu. Contenia bones pintures alemanyes, holandeses i flamenques, i obres encara més importants d'artistes italians i francesos. Actualment la col·lecció d'Orleans es troba dispersa per tot el món. Les seves pintures estan exposades en llocs tan allunyats com la National Gallery de Londres, la Col·lecció Frick a Nova York, la Galeria Reial de Pintures Mauritshuis a l'Haia, el Museu J. Paul Getty de Los Angeles i el Museu Thyssen-Bornemisza de Madrid.

## El creador de la col·lecció

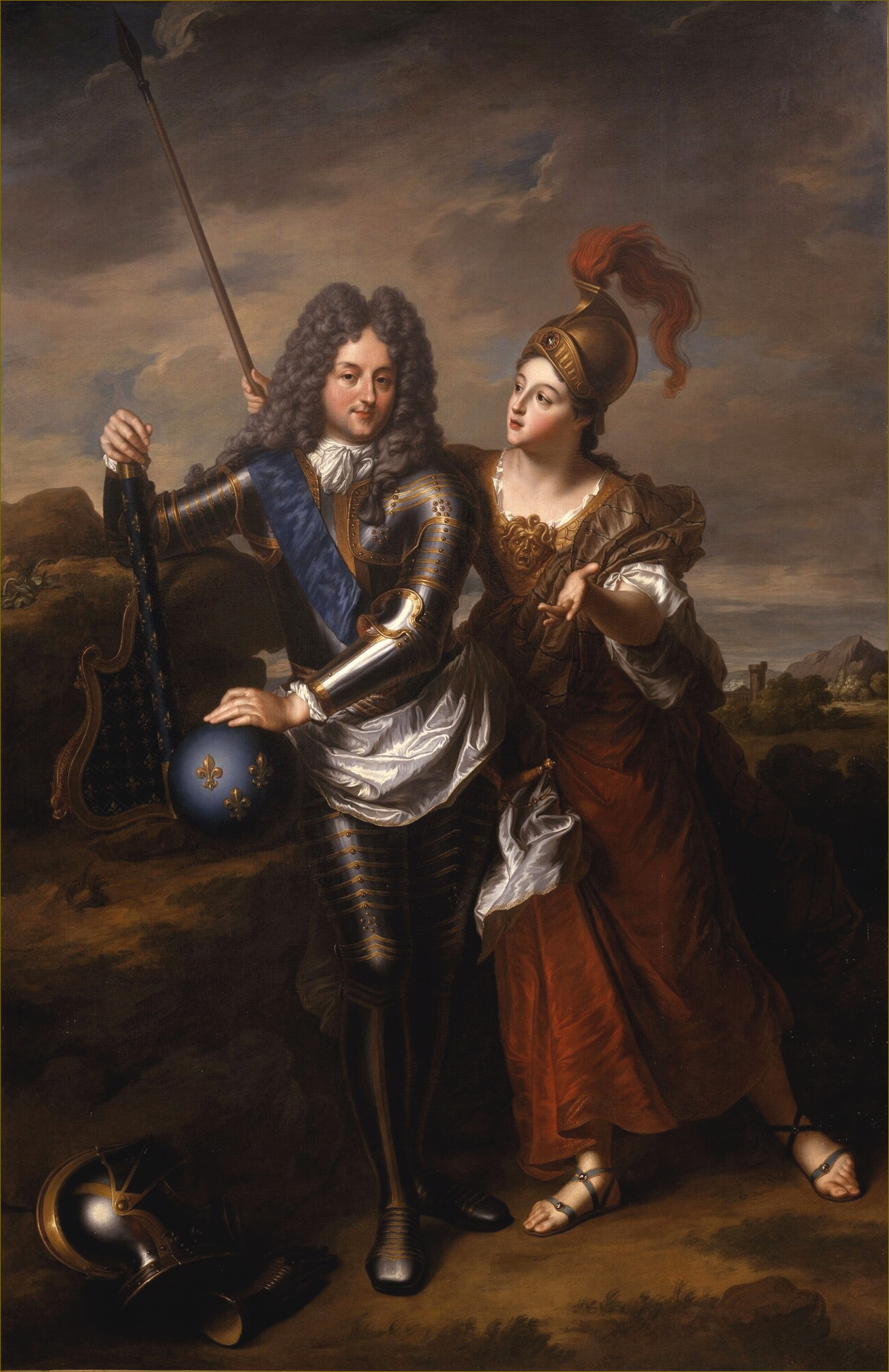
Felip d'Orleans amb la seva amant, la senyora de Parabere.

Lluís XIV de França, el rei Sol, va reiniciar la dinastia ducal d’Orleans atorgant el títol de duc d’Orleans al seu germà petit, Felip de França en el 1660. A part del patrimoni heretat, el nou duc va saber rendibilitzar la fusta produïda per l'explotació dels seus boscos, construint el canal d'Orleans, el qual li permetia traslladar la fusta fàcilment a París i obtenir-ne un bon preu, bastint els fonaments de la vasta fortuna familiar. També va rebre del seu germà en el 1692 un important patrimoni, entre el qual s'incloïa el Palau Reial de París. Felip de França va construir un gran palau a la localitat de Saint-Cloud, propera a París, que es convertiria en la residència de la dinastia Orleans.
El seu fill, Felip d'Orleans, nascut el 1674, va ser el creador de la col·lecció. A la mort del seu pare el 1701, va heretar el títol de duc d’Orleans. Va participar com a militar en la guerra dels Nou Anys i en la guerra de Successió Espanyola, encara que el seu oncle, el rei Lluís XIV de França, va evitar que promocionés a posicions d'alt comandament militar. Com a represàlia, Felip d'Orleans, va negligir deliberadament a la seva esposa, Francesca Maria de Borbó, la filla legitimada favorita del rei. Va ser pare d'un nombre important de fills fora del seu matrimoni, es sospitava que practicava rituals de màgia negra i que intrigava amb els anglesos, als quals admirava profundament. També destacà en diversos camps artístics, com la composició d'òperes en cooperació amb els seus professors. Després de la mort de Lluís XIV de França el 1715, el duc d'Orleans fou nomenat regent únic plenipotenciari. Durant el primers anys de la seva regència Felip d’Orleans va impulsar reformes econòmiques agosarades a instàncies de l'economista escocès John Law que no van sortir bé, com l'establiment el 1716 de la Banque Générale, banc a Paris amb la capacitat d'emetre paper moneda, la creació de la Companyia del Mississipi el 1717 i de la Companyia de les Índies el 1719, amb la intenció que aquesta última absorbís tot el deute públic francès.
La regència durà fins al 1723, quan Lluís XV de França va assolir la majoria d'edat. A la mort del primer ministre, el cardenal Dubois, el 10 d'agost d'aquell mateix any, el jove rei va oferir al duc el càrrec, en el qual va romandre fins que morí uns mesos més tard.

## Les primeres adquisicions

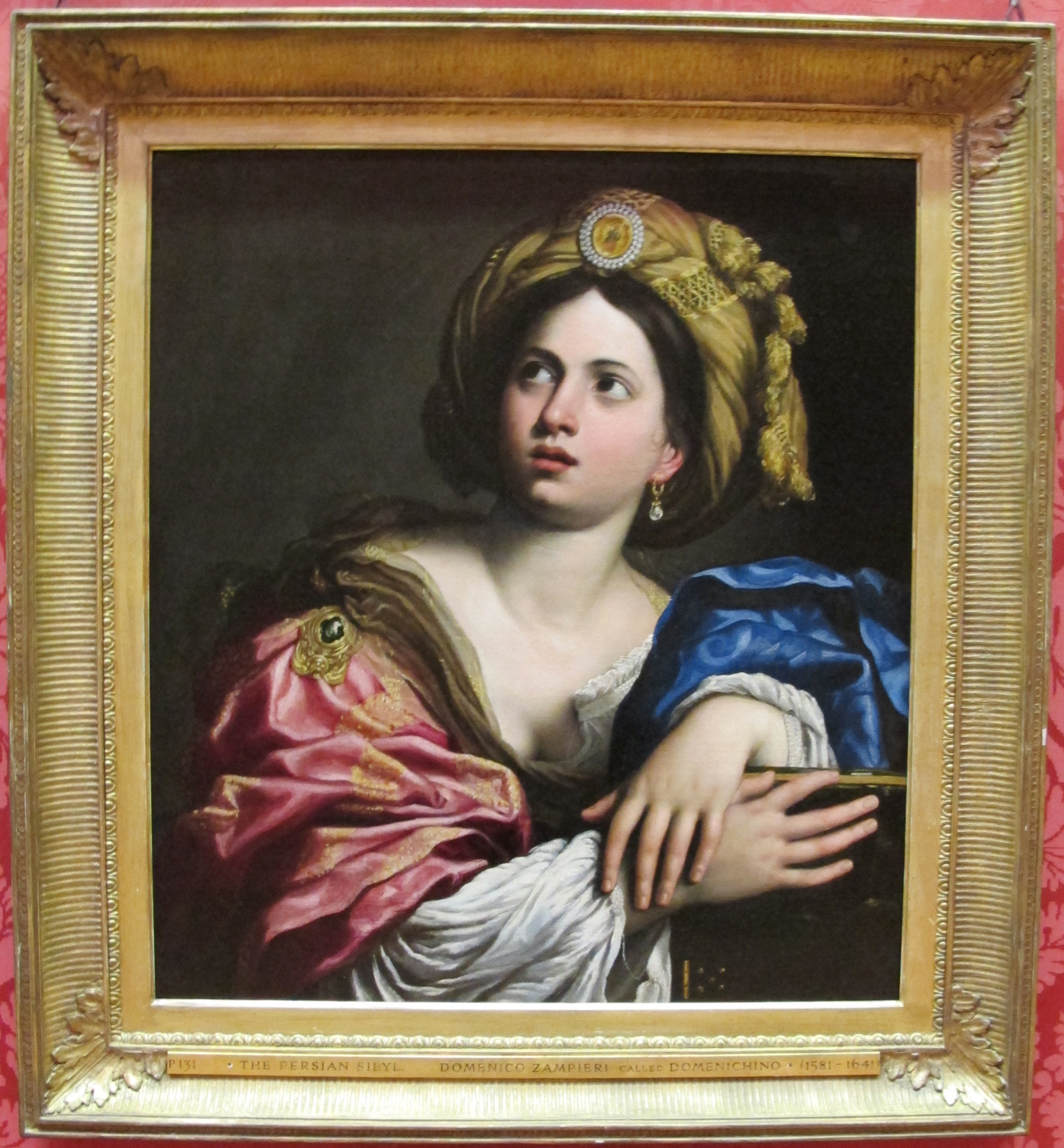
Sibil·la, de Domenico Zampieri

Felip d'Orleans començà les primeres compres d'art el 1692, l'any en que es casà. S'inicià amb la pintura "Sant Joan al desert", pensant que era de Rafael, però posteriorment es descobrí que era una còpia.
Felip d'Orleans va dedicar-se més seriosament a col·leccionar art quan va morir el seu pare, el juny de 1701. En primer lloc, va heretar la col·lecció del seu pare, composta per unes 550 pintures, encara que es considerava que la seva qualitat era baixa. Es salvaven “La troballa de Moisés”, de Francesco Salviati i “Moisés als joncs”, un quadre atribuït a Velázquez que resultà ser del pintor holandès Gerard van Honthorst.
El 1702 va heretar algunes pintures que el Chevalier de Lorraine li deixà en el seu testament, i que incloïen obres de Domenico Zampieri, Pietro da Cortona i de l'escola de pintura de Ticià. L'any següent adquirí un parell de pintures paisatgistes d'Annibale Carracci. El 1703 també va comprar set pintures de la col·lecció del marquès de Hautefeuille, entre les que s'incloïa l'obra mestra "Sibil·la" de Domenico Zampieri. A l'abat de Camps va comprar "La Madonna d'Orleans" de Rafael i "La presentació de Jesus al Temple" de Guercino.
Felip d'Orleans començà la seva col·lecció amb els gustos convencionals de l'època; d'autors italians, de l'escola bolonyesa, de caràcter manierista.

### L'estada a Espanya
El duc d'Orleans encara no havia adquirit un criteri propi, el qual es desenvolupà a partir de les seves estades a Espanya a partir de 1707, a rel de la guerra de Successió Espanyola, on contribuí en l'assassinat de catalans en el setge de Lleida el 1707 i al setge de Tortosa el 1708. Felip d'Orleans tenia comportaments que demostraven un caràcter infantil i que eren incoherents en un home d'estat. En una ocasió, se li oferir la possibilitat de copiar una pintura allotjada al monestir de l'Escorial. No tenint-ne prou en copiar-la, d'amagat va intentar intercanviar la còpia per l'original. Aviat es descobrí l'embrollat, i els monjos del monestir volien fer comparèixer a Felip d'Orleans davant la Inquisició. Aviat tot quedà en res, excepte el record del fet com a definitori del caràcter de Felip II d'Orleans.
Retornat a França, el 1712 va comprar al marquès de Seignelay nou pintures, entre les que es trobaven "La pietat amb les tres Maries" d'Annibale Carracci i "El camí del Calvari" de Domenico Zampieri. També comprà pintures de la galeria del duc de Modena i de la col·lecció del cardenal Mazzarino.

### Les poesies de Ticià

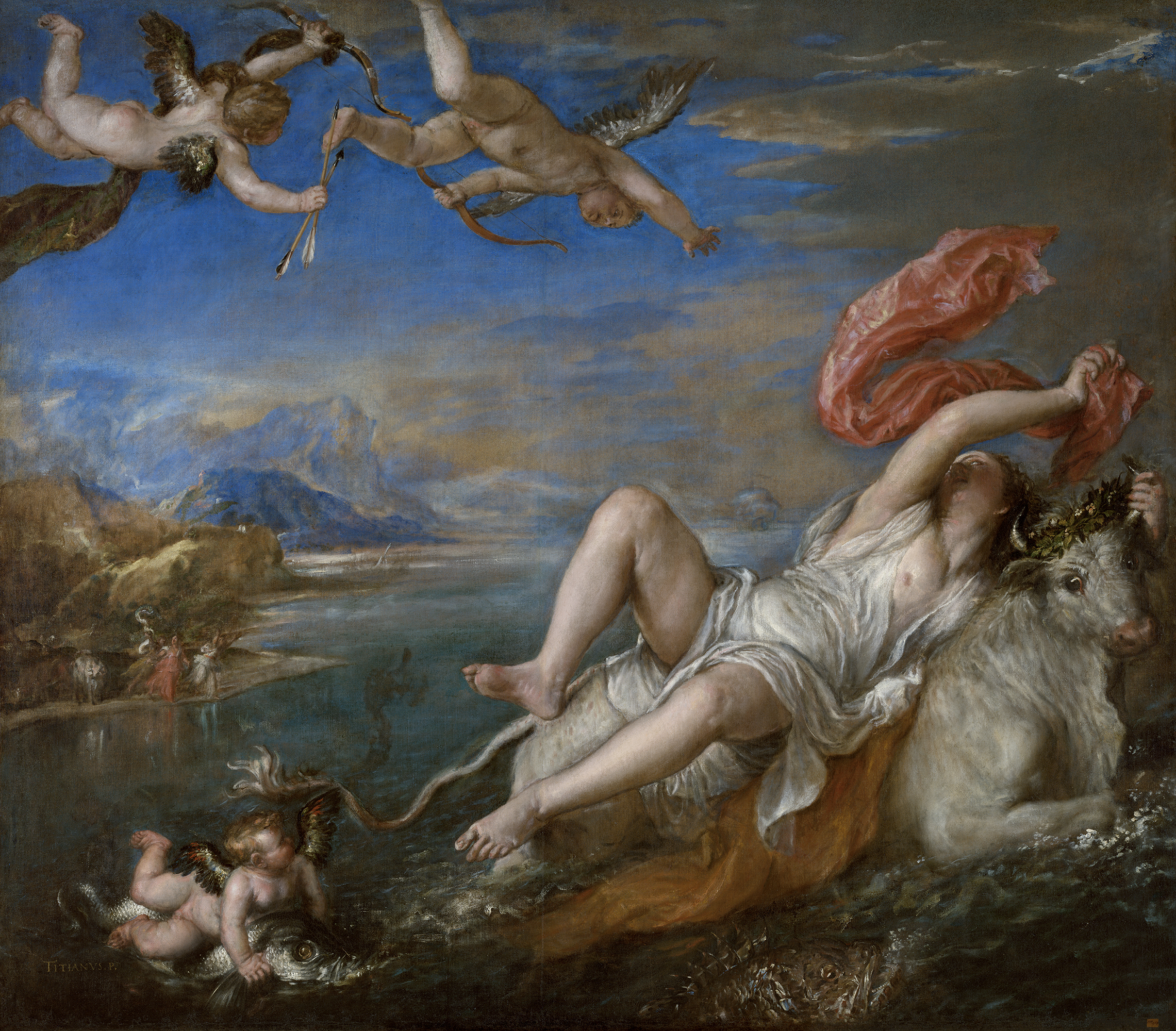
El rapte d'Europa, de Ticià

El pintor venecià Ticià havia creat entre 1553 i 1562 una sèrie de sis pintures, anomenades les poesies, les quals representaven escenes mitològiques de les Metamorfosis d'Ovidi, encarregades pel rei Felip II d'Espanya. Les obres es van enviar a Madrid i exposades al palau reial. El 1704, Felip V d'Espanya va regalar Diana i Acteó, Diana i Cal·listo, juntament amb El rapte d'Europa, a l'ambaixador francès, el duc de Gramont, el qual les lliurà al duc d’Orleans. Aquestes obres ja apareixien en el primer catàleg de la col·lecció Orleans el·laborat el 1727 pel historiògraf i secretari de la Acadèmia Reial de Pintura i Escultura, Dubois de Saint-Gelais.
Prèviament l'obra Perseu i Andròmeda havia estat regalada per Felip II al seu secretari Antonio Pérez, i a través de vàries transaccions acabà en el 1723 també formant part de la col·lecció Orléans.

## La compra de les pintures de Cristina de Suècia
L'adquisició més important de Felip d'Orleans fou les pintures de la col·lecció d'art de Cristina de Suècia.

### Els orígens de la col·lecció

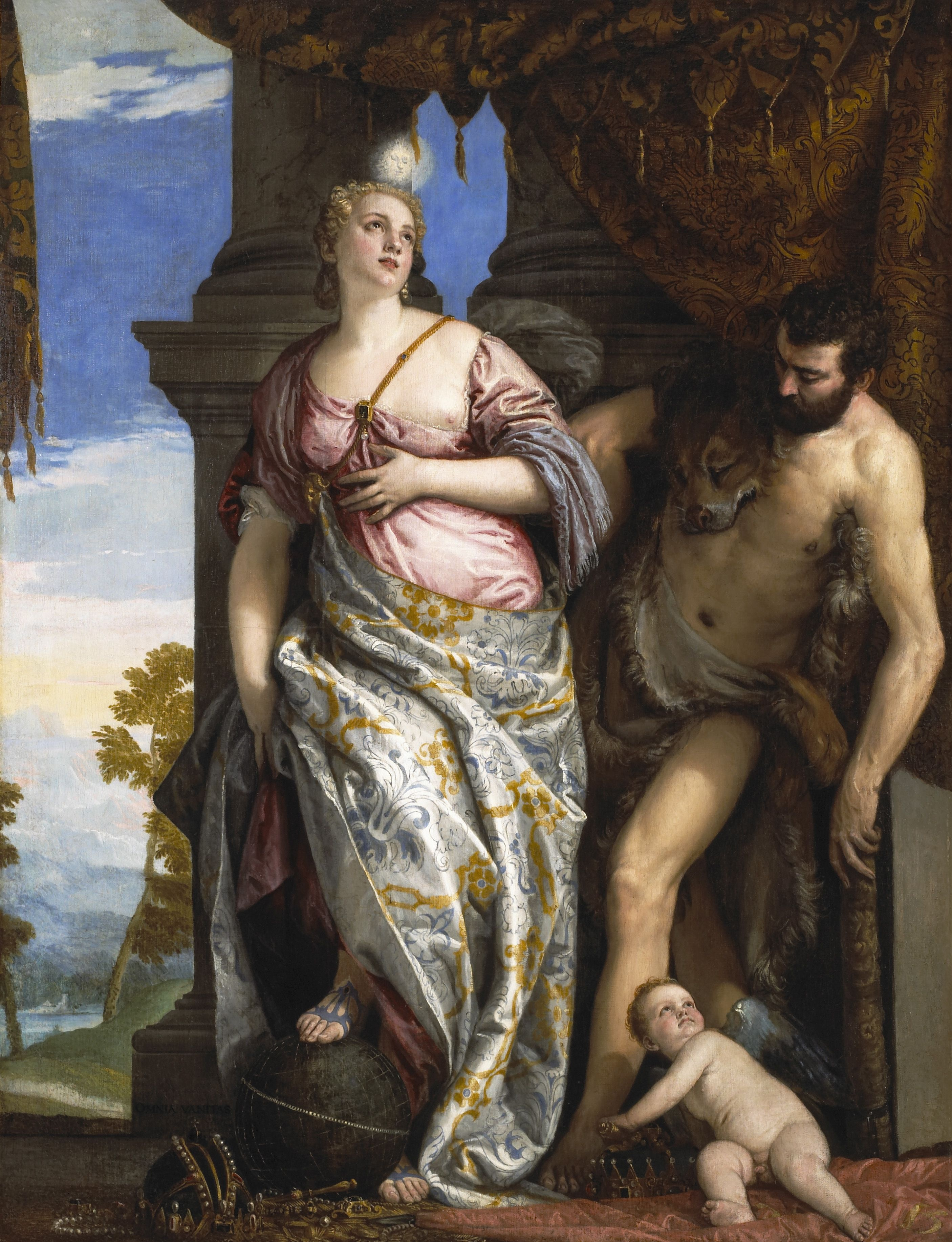
Saviesa i Força, de Veronese

La col·lecció d'art de Cristina de Suècia tenia diversos orígens. El primer nucli estava format a partir de les col·leccions de Rodolf II, emperador del Sacre Imperi Romanogermànic, constituït per les seves adquisicions, l'herència del seu pare, Maximilià II en el 1576 i la compra de la col·lecció d'art del seu oncle, Ferran II d'Habsburg en el 1595. El mateix any Rodolf II també va heretar del seu germà, Ernest d'Àustria i governador dels Països Baixos, la seva col·lecció d'art, la qual es transportà a Viena, on fou dispersada per les col·leccions imperials de la ciutat i Praga.
Rodolf II morí el 1612. Després de la seva mort, la col·lecció va romandre al castell de Praga, exceptuant algunes peces que foren dutes a Viena, ciutat a la que s'havia traslladat la cort imperial. El 1648, en la que seria la darrera acció bèl·lica de la guerra dels trenta anys, l’exèrcit suec ocupà la ciutat de Praga, i se’n du les col·leccions de Rodolf II a Estocolm. La reina Cristina de Suècia apreciava molt la pintura renaixentista italiana, mentre que no sentia cap admiració per la majoria d'artistes formats en el nord d'Europa. Cristina de Suècia va ampliar la col·lecció amb noves adquisicions, a través d'una una extensa xarxa d'agents, els quals viatjaven per Europa per comprar obres d'art.
El juny de 1654 Cristina de Suècia va abdicar del tron suec i inicià el viatge de canvi de residència cap a Roma. Va seleccionar setanta pintures, dinou escultures de bronze, setanta‐dos tapissos, cinquanta instruments científics instruments, i sis mil llibres. Les pintures escollides es dividien en un grup d'unes quaranta-cinc obres del Renaixement italià procedents de les col·leccions de Rodolf II i la resta, unes vint-i-cinc, eren retrats d'amics i família. Un cop a Roma, Cristina desenvolupà una doble activitat, com a compradora d'obres d'art i com a mecenes de pintors, encara que no va demostrar massa imaginació ni criteri. Al final de la seva vida, la col·lecció d'art de Cristina de Suècia estava constituïda per unes 275 pintures i uns 2.000 dibuixos, així com unes 120 estàtues de marbre, d'origen grec i romà. Cristina va morir l'abril de 1689, i va deixar totes les seves possessions al seu confident, el cardenal Decio Azzolini, el qual va morir el vuit de juny del mateix any. Seguidament, la col·lecció va passar al nebot del cardenal, el marqués Pompeo Azzolini, el qual en va vendre la major part el 1692 a Livio Odescalchi, noble romà i comandant de l'exèrcit papal, el qual morí el 1713. A la seva mort, Livio Odescalchi posseïa sis vegades més pintures i cinc vegades més dibuixos, a més d'un immens fons de tapissos, estàtues antigues, columnes, monedes i intaglios. La col·lecció de gemmes i monedes tenia 6.292 peces.

### Primers intents de compra

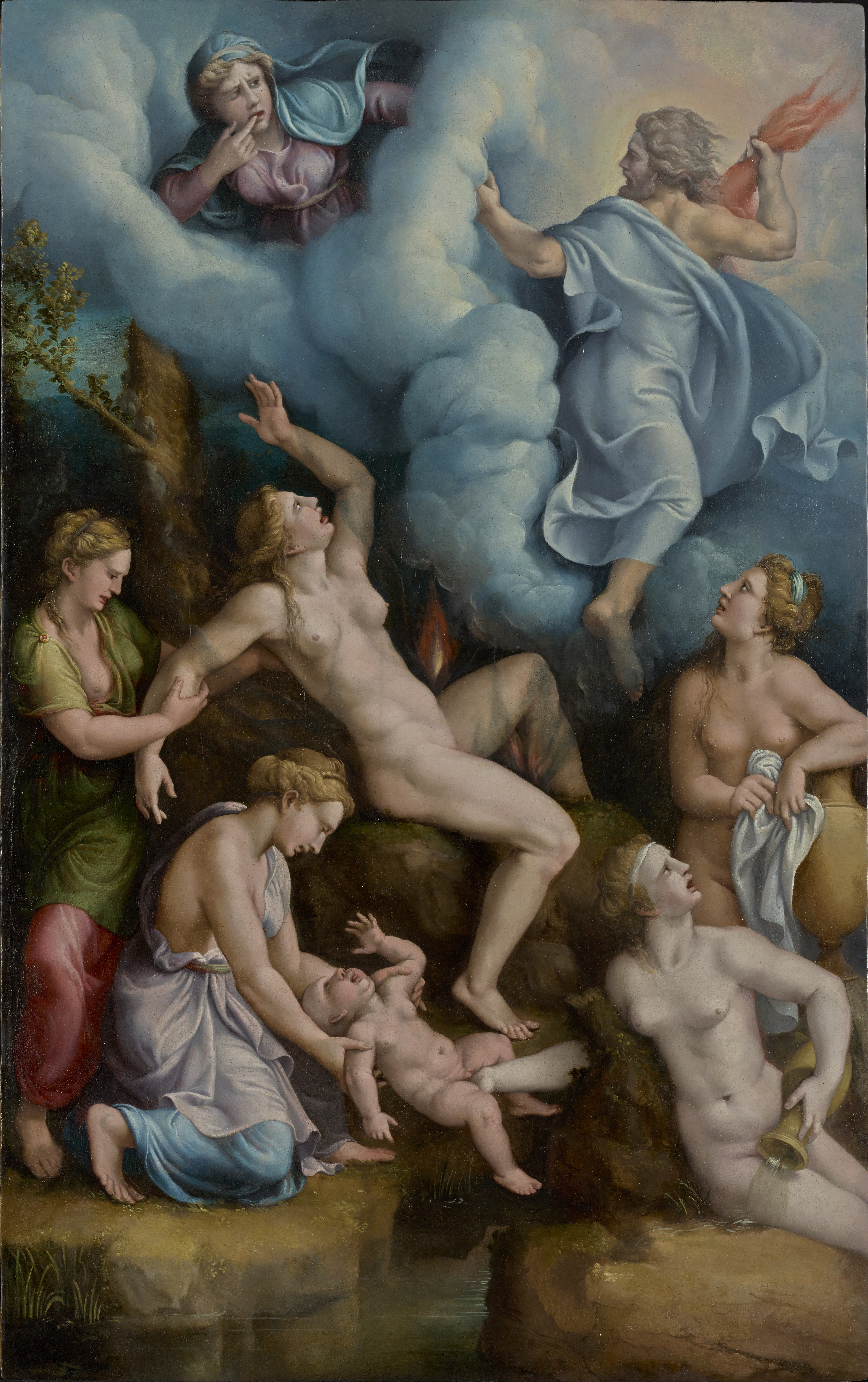
El naixement de Bacus, de Giulio Romano

Quan Cristina de Suècia morí en el mes d'abril de 1689, deixà tots els seus béns, incloent la seva col·lecció d'art, al cardenal Azzolino. Aquest morí una mica més tard, en el mes de juny. L'hereu fou el seu nebot, Pompeo Azzolino, el qual va optar per vendre les pintures de la col·lecció. En primer lloc les va oferir a Lluís XIV de França, doncs considerava que a Itàlia ningú li podria oferir un bon preu. Però en aquells moments el monarca francès estava força endeutat i lluitant contra la Gran Aliança i va declinar l'oferiment. Però qui va comprar la col·lecció d'art de Cristina de Suècia fou l'aristòcrata romà príncep Livio Odescalchi en el 1692.
El 7 de setembre de 1713 morí a Roma Livio Odescalchi i pocs dies després, Pierre Claude Nivelle de La Chaussé, el cònsol francès a Roma ho notificà a Felip d'Orleans, coneixedor de l'interès del duc d'Orleans per adquirir la col·lecció. Si bé el cònsol intentà contactar amb els hereus, no se'n sortí. El 1714 Felip d'Orleans encomanà al seu amic Pierre Crozat, que s'anava de viatge a Roma i tenia bones connexions amb el món eclesiàstic, d'intentar una aproximació amb els hereus amb l'objectiu de comprar la col·lecció. Pierre Crozat va arribar a Roma el novembre de 1714, i pogué visitar la col·lecció en el mes de gener de 1715. Crozat quedà impressionat pels continguts de la col·lecció, però es trobà que el preu que demanaven els nebots, el cardenal Benedetto Odelaschi i Baldassare Odelaschi, potser perquè desconeixien el mercat de l'art, excedia de llarg el marge del que era raonable. Davant les demandes inflexibles dels venedors, Crozat se'n tornà a França. L'u de setembre de 1715 morí Lluís XIV de França, i Felip d'Orleans es convertí en el regent de França.

### La compra de la col·lecció
El maig de 1720 Crozat tornà a intentar la compra, aquesta vegada ajudat per un expert per ajudar-lo en la valoració de les pintures. El 14 de gener de 1721 es va arribar finalment a un acord. Si bé Crozart es va quedar una part, la major part de la col·lecció es va dur al Palais-Royal, just dos anys abans de la mort del regent. Amb aquesta compra, Felip d'Orleans s'assegurava un paper destacat en el col·leccionisme il·lustrat, rol que tradicionalment s'havia atribuït al seu oncle Lluís XIV.

## Altres adquisicions

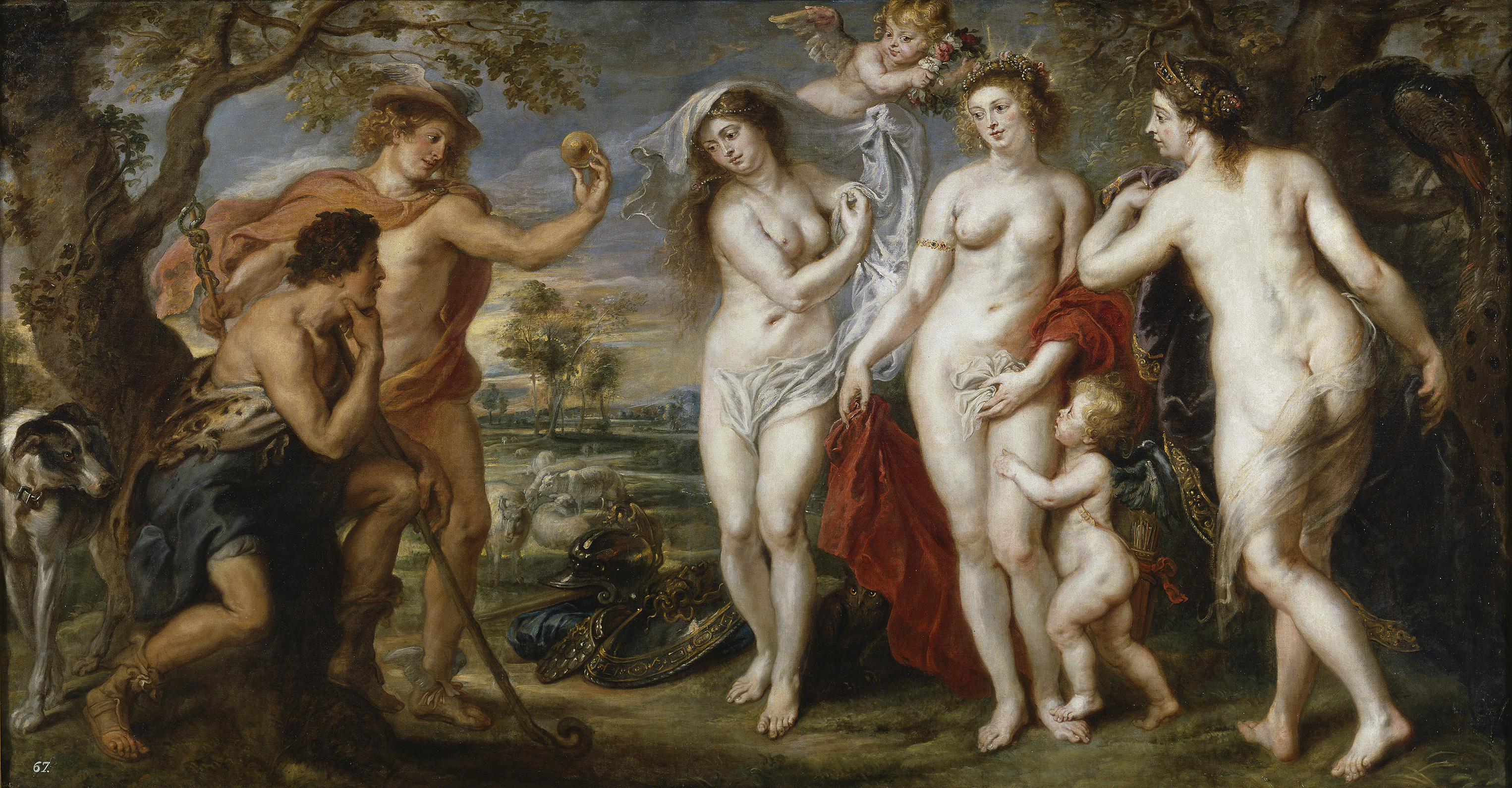
El judici de Paris

Felip d'Orleans adquirí quadres d'altres procedències. Als hereus del cardenal Richelieu va comprar dues obres del flamenc Rubens, el Judici de Paris i Paisatge amb Sant Jordi i el dragó. De la col·lecció del cardenal Mazarino va comprar La princesa Enriqueta de Lorena, obra de l'ajudant de Rubens, Anton van Dyck. Del mateix autor apareixen altres obres en l’inventari de 1752, com són els retrats Frans Snyders, Margareta de Vos i Thomas Howard, 2n comte de Arundel.
El regent també posseïa quatre retrats de Rembrandt. Comprà altres obres de les escoles del Nord. En el catàleg de la col·lecció fet per Dubois de Saint Gelais en el 1727 apareixen cinquanta tres pintures de l'escola holandesa i trenta nou de la flamenca, excloent les obres de Rubens i Van Dyck que es consideraven una categoria a part. A la mort de Felip d'Orleans, el seu fill i hereu, Lluís IV d'Orleans va vendre un grup d'obres de l'escola holandesa.
Algunes obres italianes d'especial significació foren comprades de forma individual, com la ‘’Resurrecció de Llàtzer’’ de Sebastiano del Piombo. La negociació amb els canonges de la catedral de Narbona per a la seva adquisició durà entre 1706 i 1722.

## L'edifici

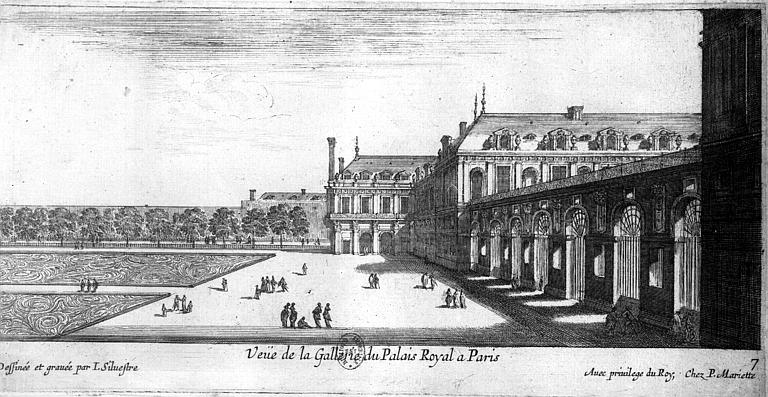
El Palais-Royal

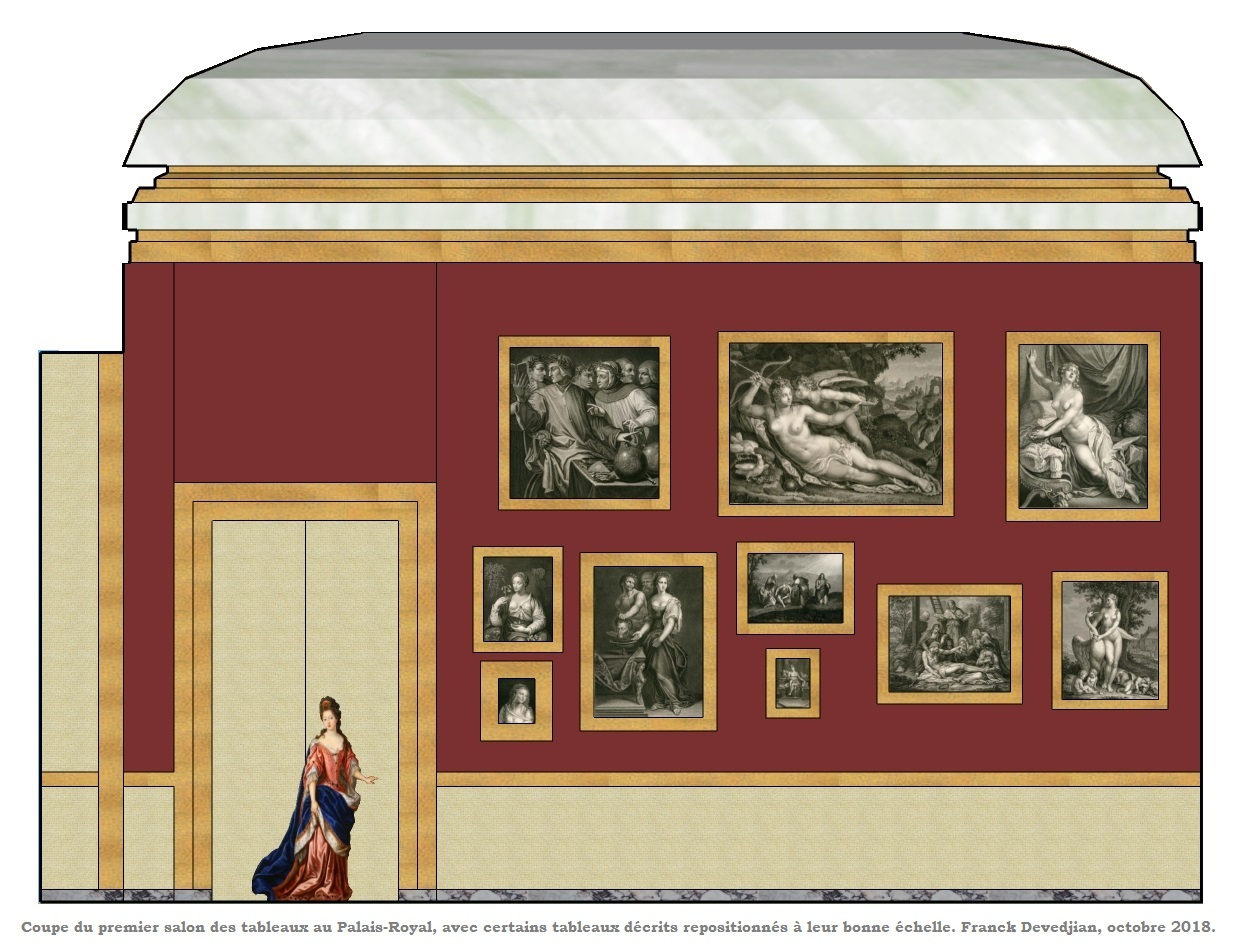
La galeria de pintures

Felip d'Orleans exposaria la col·lecció de pintures a la seva residència de París, el Palais Royal. L'edifici fou construït per fases a instàncies del cardenal Richelieu, segons l'estat de la seva fortuna. Entre 1633 i 1636 l'arquitecte Jacques Lemercier havia dissenyat i supervisat la construcció del palau, aleshores anomenat Palais-Cardinal. A l'edifici original situat a la rue Saint-Honoré, Lemercier va afegir un teatre a l'est el 1639–40 i una gran ala de biblioteca a l'oest, que restà inacabada a la mort del cardenal el 1642. Richelieu llegà el palau a la corona, i l'edifici passà a nomenar-se Palais Royal.
El palau, ocupat temporalment per Anna d'Àustria després de la mort del seu marit, Lluís XIII en el 1643, va restar abandonat fins que el germà de Lluís XIV, Felip de França, es va traslladar a l'edifici, després del seu primer matrimoni amb Enriqueta d'Anglaterra el 31 de març de 1661. A partir de la donació de l'edifici per part de Lluis XIV al seu germà en el 1692, aquest invertí grans sumes de diners en la seva reforma.  Felip de França va contractar l'arquitecte Jules Hardouin-Mansart per supervisar les obres. La principal intervenció va consistir en la subdivisió del primer pis de l'ala de la biblioteca en un nou gran apartament, el qual constava de cinc habitacions en enfilada amb una galeria perpendicular.
Quan Felip d’Orleans escollí el palau com a residència, aquest estava format per un edifici principal de dos pisos, amb quatre ales perpendiculars, que li atorgaven una forma d’H majúscula. Felip d'Orleans va començar la transformació del Palais-Royal immediatament després de la mort del seu pare el 1701, remodelacions que es van engrandir en el moment en què fou nomenat regent de França. Les obres del palau van estar dirigides per l'arquitecte Gilles-Marie Oppenord (1672–1742). La primera intervenció va ser la reconfiguració de la galeria d'Hardouin-Mansart en un pompós aparador per glorificar el valor militar del regent. Tot seguit es va modificar el gran apartament per crear l'espai necessari per mostrar les millors pintures, principalment les venecianes, de la recent adquirida col·lecció d'art de Cristina de Suècia.
L’acumulació d’obres d’art convertí el Palais-Royal en una de les fonts més importants d’estudi artístic i emulació en la ciutat de Paris del segle XVIII. Els artistes joves podien observar de primera mà obres de Correggio, Rafael, Ticià o Veronese i incorporar les seves idees en el seu propi treball.

## La dispersió de la col·lecció
A partir de la mort del seu pare, Lluís Felip d’Orleans, el setembre de 1785, Lluís Josep va heretar el títol de duc d‘Orleans i les propietats corresponents. Si bé el pare li havia fet en el 1776 donació anticipada del Palau Reial, però conscient dels vicis del seu fill, la donació excloïa expressament les obres d'art contingudes en el palau. El duc d’Orleans era una persona que gastava molts més diners dels que ingressava. El seu estil de vida era clarament balafiador, va embarcar-se en un costosíssim projecte de remodelació del Palau Reial per incorporar-hi una gran zona d'esbarjo amb cafès, teatres, botigues i altres establiments, i també finançava moviments opositors al rei de França Lluís XVI. Ben aviat Lluís Josep d'Orleans, el 1787, ja va vendre la seva col·lecció de medalles i pedres gravades a l'emperatriu Caterina II de Rússia i va iniciar la campanya per donar a conèixer a tot Europa que volia fer el mateix amb la seva famosa col·lecció de quadres.

### Primer intent de venda

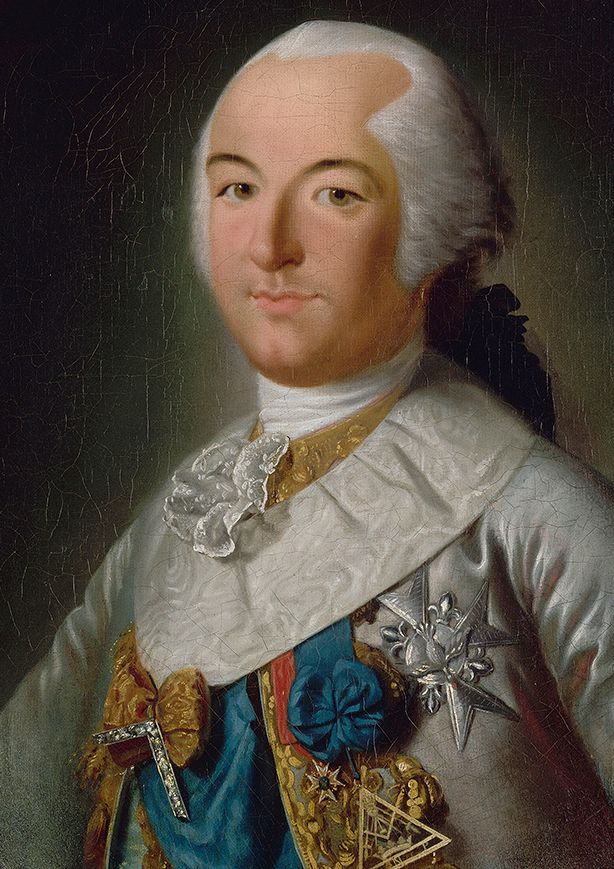
Lluís Felip d'Orleans

El duc d'Orleans encarregà al seu home de confiança a Londres, Nathaniel Parker Forth, la missió de trobar un comprador a Anglaterra. El país encara no s'havia recuperat de la pèrdua de dues grans col·leccions de pintures. La primera fou la col·lecció d'art de Carles I d'Anglaterra, bastida en el segle XVII, composta per 1.760 obres, i que en part es dispersà arran de l'ordre del Parlament de procedir a la seva venda després de l'execució del rei el 1649, i en part es cremà en l'incendi del palau de Whitehall de 1698, i la segona fou la col·lecció de pintures acumulades pel primer ministre Robert Walpole, que després de la seva mort es vengué a la tsarina Caterina II de Rússia en el 1779.
James Christie, el fundador de la casa de subhastes Christie's de Londres i que era una coneixença de Parker Forth, va contactar amb un grup de possibles compradors. Possiblement aquest grup estava format per tres alts membres de la reialesa anglesa: el príncep de Gal·les i futur rei Jordi IV del Regne Unit, i els seus germans Frederic i Guillem. En nom d’aquests compradors, James Christie va entrar en negociacions amb el representant autoritzat del duc d'Orleans a Londres, i acte seguit va viatjar a París per examinar la col·lecció, arribant a un acord, signat el 18 de setembre de 1790 on s'establia que el preu de la col·lecció era de 100.000 guinees, uns 2.650.000 francs de l'època. James Christie, després d'haver garantit el dipòsit d'aquest suma al Banc d'Anglaterra, va fer transportar les pintures fins al port francès de Rouen. Però per motius desconeguts, la compra no va acabar de fer-se efectiva i les pintures es van quedar a França.

### Divisió i venda de la col·lecció

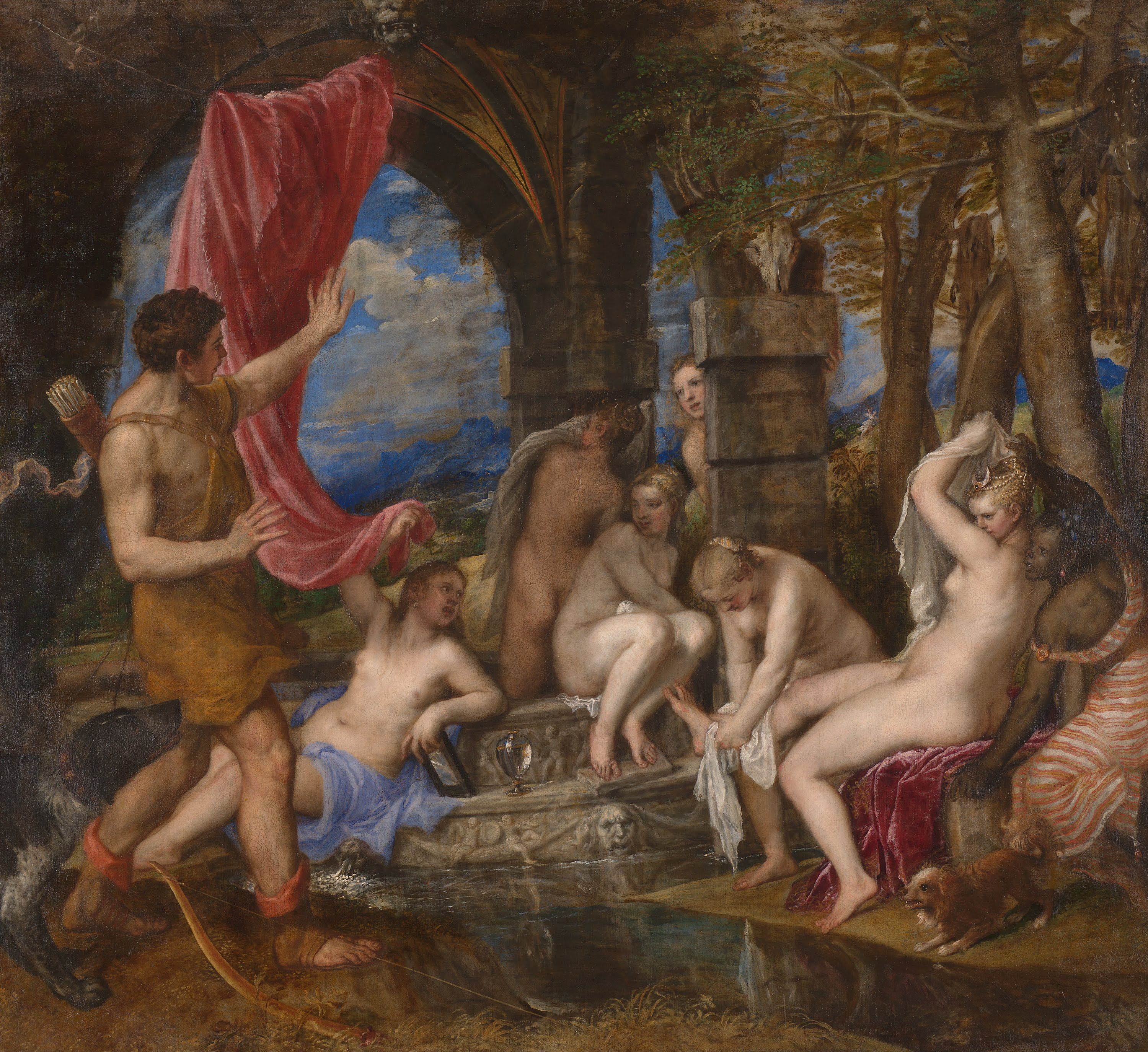
Diana i Acteó, de Ticià

Sempre necessitat de diners, Lluís Felip d’Orleans va obtenir a principis de 1790 l'equivalent a 100.000 lliures, pagades en anualitats, i garantides pel seu patrimoni heretat. El banquer que feu el préstec fou l'anglès Walter Boyd, que actuà en nom del banquer de Brussel·les Edouard de Walckiers. Poc després, Walter Boyd assumí la posició de prestador.
El 1792 el duc d'Orleans, forçat per deutes de joc, va vendre les obres alemanyes, flamenques i holandeses per 10.000 lliures a un sindicat de compradors organitzat pel marxant d'art anglès Thomas Moore Slade. Es tractava d'un conjunt de 147 obres, les quals es portaren a Londres, publicitades en premsa i exposades en venda en la primavera de 1793. Si bé fins habitualment la venda d'obres d'art es feia a través d'un sistema de subhastes, aquesta vegada s'usà un sistema nou, el contracte privat de venda. El procés de venda es dividí en dues exposicions, a l'abril i el maig, però no es van vendre totes les obres. De fet, Slade va haver de continuar venent les pintures no venudes durant un període de deu anys.
El 1793 la propietat de la part francesa i italiana i valorada en 750.000 francs (25.000 lliures de l'època)
passà a François Laborde de Méreville, banquer creditor del duc, a través d'un soci, el també banquer i vescomte belga Édouard de Walckiers. Sembla que la voluntat de Laborde era vendre les pintures, segurament amb la intenció d'assolir-ne un bon preu. Però la inestabilitat produïda per la revolució francesa va provocar que Laborde de Méreville acabés enviant la col·lecció a Londres per vendre-la allà.
La propietat de les obres per part de François Laborde de Méreville no estava clara, ja fos per manca de documents que provessin la propietat o bé perquè va usar les obres com a garantia de préstecs facilitats per Walter Boyd. El cert és que el 1797 el banquer i col·leccionista d'art Jeremiah Harman va adquirir les pintures a Walter Boyd, el qual les revendria l'any següent a un sindicat encapçalat pel duc de Bridgewater..

### El sindicat Bridgewater

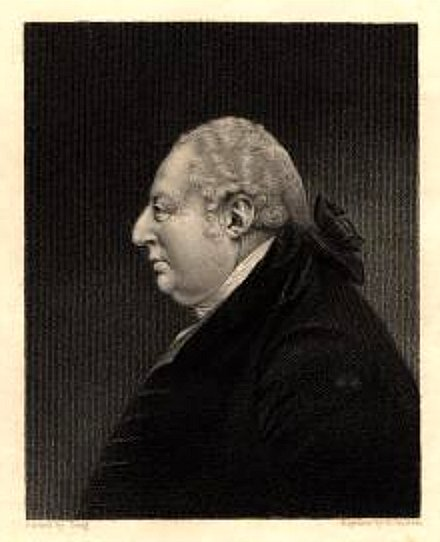
Francis Egerton, duc de Bridgewater

Lord Francis Egerton, duc de Bridgewater, era un dels homes més rics d'Anglaterra; la seva fortuna es va multiplicar a rel de la construcció de canals navegables que li permeteren transportar el carbó de les seves mines cap a les ciutats, els grans centres de consum, a un cost molt baix. El marxant d'art Michael Bryan i George Leveson-Gower, aquest últim nebot de Francis Egerton, feren veure al duc de Bridgewater l'oportunitat de fer molts diners especulant amb la col·lecció Orleans. Es va crear un sindicat, format per Francis Egerton, George Leveson-Gower i el nebot polític d'Egerton, Frederick Howard, compte de Carlisle, per adquirir les pintures a Jeremiah Harman per un import total de 43.000 lliures (equivalents a uns 2 milions de lliures en 2020). Les pintures, 305 en total, van ser valorades individualment per Michael Bryan, resultant en un import total de 72.000 lliures. Les obres van ser exposades a possibles compradors durant set mesos a partir del mes de desembre de 1798 en dos llocs: la galeria comercial de Michael Bryan a Pall Mall i al teatre del Liceu de Londres i el públic havia de pagar una entrada per poder veure les obres d'art. L'organització de la venda de les obres va recaure en el marxant Michael Bryan, excepte 94 pintures valorades en 39.000 lliures que els tres membres del sindicat van guardar per a si mateixos.
Michael Bryan havia arribat a un acord amb Francis Egerton comprometent-se a comprar totes les pintures que no s'haguessin venut en la temporada 1798-1799. El 14 de febrer de 1800 i el 12-13 de maig de 1802 es van organitzar dues subhastes per vendre les últimes pintures.
Al final, la venda de les 211 obres restants va generar 41.000 lliures, resultant que les 94 pintures d'excepcional qualitat valorades en 39.000 lliures van costar efectivament 2.000 lliures als membres del sindicat. El valor de les participacions es distribuïren de la següent forma: cinc vuitenes parts per Francis Egerton, una quarta part pel seu nebot polític i vuitena part per George Leveson-Gower. Les 47 pintures que es reservà Francis Egerton estaven valorades en 23.130 lliures.
A la mort de Francis Egerton en el 1803, el seu patrimoni fou heretat pel seu nebot George Gower. A partir de 1806, cada estiu obria al públic la seva galeria d’art. La primera vegada hi acudí el príncep de Gal·les i els seus germans, així com dos mil convidats. Quant George Leveson-Gower morí el 1833, la col·lecció Bridgewater fou heretada pel segon fill, Francis Egerton. Les pintures procedents de la col·lecció Orleans estaven exposades a Bridgewater House a Londres fins a la Segona Guerra Mundial. A l'abril de 1945, els quadres es van traslladar a Ellesmere House, a Mertoun, a Escòcia. El 1946, John Sutherland Egerton, cinqué duc d'Ellesmere, va deixar en dipòsit algunes de les obres més importants al National Gallery a Edimburg. L'any 2009 les National Gallery d'Edimbug i Londres van comprar l'obra "Diana i Acteó" per 50 milions de lliures.

## Influència en la societat
La venda de les pintures de la col·lecció Orleans va estimular l'apreciació del públic britànic cap a l'art en general i les pintures dels Vells Mestres particularment. També va avivar el debat entre els afeccionats i col·leccionistes anglesos sobre la necessitat d'un lloc permanent d'exhibició on es poguessin contemplar obres d’art. Amb el suport d'un grup de col·leccionistes, entre els quals es trobava George Leveson-Gower, es va establir el 1824 un museu per aquest propòsit, la National Gallery. Les primeres 38 pintures que van entrar a la col·lecció de la National Gallery eren propietat del banquer recentment mort, John Julius Angerstein, sis de les quals n'havia procedien de la col·lecció Orleans, entre les que s'incloïa la ‘’Resurrecció de Llàtzer’’.